# Psellocoptus prodontus
Psellocoptus prodontus är en spindelart som beskrevs av Reiskind 1971. Psellocoptus prodontus ingår i släktet Psellocoptus och familjen flinkspindlar.
Artens utbredningsområde är Venezuela. Inga underarter finns listade i Catalogue of Life.